# Doridomorphidae
Doridomorphidae zijn een familie van weekdieren uit de klasse van de Gastropoda (slakken).

## Taxonomie
Het volgende geslacht is bij de familie ingedeeld:
- Doridomorpha Eliot, 1903[1]